# Pištín
Pištín település Csehországban, a České Budějovice-i járásban. Pištín Zliv, Sedlec, Břehov, Čejkovice, Dívčice, Dasný és Mydlovary településekkel határos. Lakosainak száma 662 fő (2024. január 1.).

## Népesség
A település lakosságának változását az alábbi diagram mutatja:
| Lakosok száma | 842  | 782  | 950  | 738  | 560  | 470  | 643  | 655  | 648  | 662  |
|               | 1869 | 1890 | 1921 | 1950 | 1980 | 2001 | 2017 | 2019 | 2022 | 2024 |